# Seemannia gymnostoma
Seemannia gymnostoma là một loài thực vật có hoa trong họ Tai voi. Loài này được (Griseb.) Toursark. miêu tả khoa học đầu tiên năm 1958.